# Heinrich Fischer (Politiker, 1807)

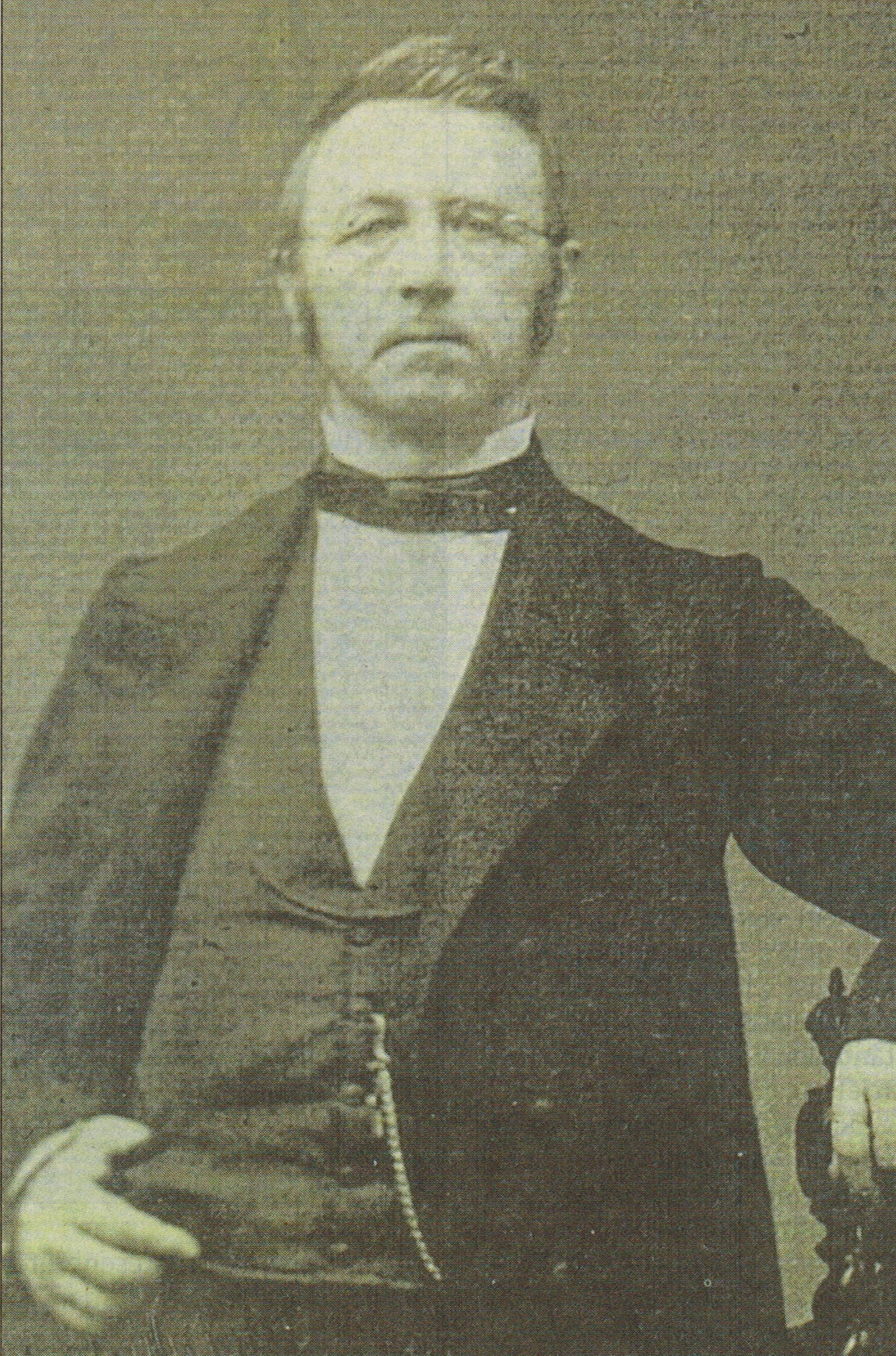
Heinrich Fischer (um 1850)

Heinrich Fischer (* 20. September 1807 in Warburg; † 20. Februar 1879 ebda.) war ein Jurist und von 1843 bis zu seinem Tod Bürgermeister von Warburg.

## Leben

### Familie, Ausbildung und erste Berufstätigkeit
Die Familie Fischer war seit dem 17. Jahrhundert in Warburg ansässig. Heinrich war zweiter Sohn des Justizkommissars Philipp Fischer (1772–1846) und seiner Frau Charlotte Böttrich. Nach Besuch der Klosterschule in Warburg und des Gymnasiums Theodorianum in Paderborn studierte er von 1825 bis 1828 Jura an der Universität Göttingen. 1830 machte er sein Referendarexamen am königlichen Oberlandesgericht in Paderborn.
Am 1. Mai 1832 heiratete Heinrich die verwitwete Aloysia Böttrich. Aus der Ehe gingen drei Kinder hervor: Philipp, der später Staatsanwalt in Koblenz wurde, Charlotte, die den Warburger Kreisrichter Ziegler heiratete, und Wilhelm, der die Rendantenstelle an der Kreissparkasse betreute. 1836 kehrten Heinrich und Aloysia nach Warburg zurück, und Heinrich wurde Sekretär beim dortigen Land- und Stadtgericht. 1840 legte er sein Examen als Justizkommissar ab und arbeitete zunächst als Rechtsanwalt in seiner Heimatstadt. Das Wohnhaus der Familie Fischer in der Hauptstraße 84 steht nicht mehr.
Seine seit 1817 in Paris lebende ältere Schwester Victorine-Charlotte Charvin (1799–1862) unterstützte ihn mit zahlreichen Stiftungen vor allem in Bereich des Bildungs- und Gesundheitswesens.
Sein jüngerer Bruder Robert Fischer (1820–1870) erwarb 1850 das Gut Menne, ließ 1852 das Haus Hauptstraße 14 erbauen und kaufte 1879 Haus Riepen,.

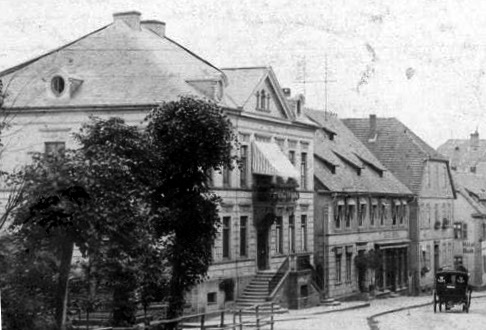
Das Haus der Familie Fischer in der Hauptstraße 14, ca. 1968 abgebrochen

### Bürgermeister in Warburg
Am 20. Januar 1843 wurde er von der Warburger Stadtverordnetenversammlung als Nachfolger für den vorzeitig in den Ruhestand gesetzten Adam Rinteln zum neuen Bürgermeister der Stadt gewählt. Diese Stelle hatte er über 36 Jahre bis zu seinem Tod inne.
1848 nahm er als Vertreter des Kreises Warburg an der Preußischen Nationalversammlung in Berlin teil. 1854 vertrat er seine Stadt ein zweites Mal als Provinzial-Landtagsabgeordneter in Berlin.

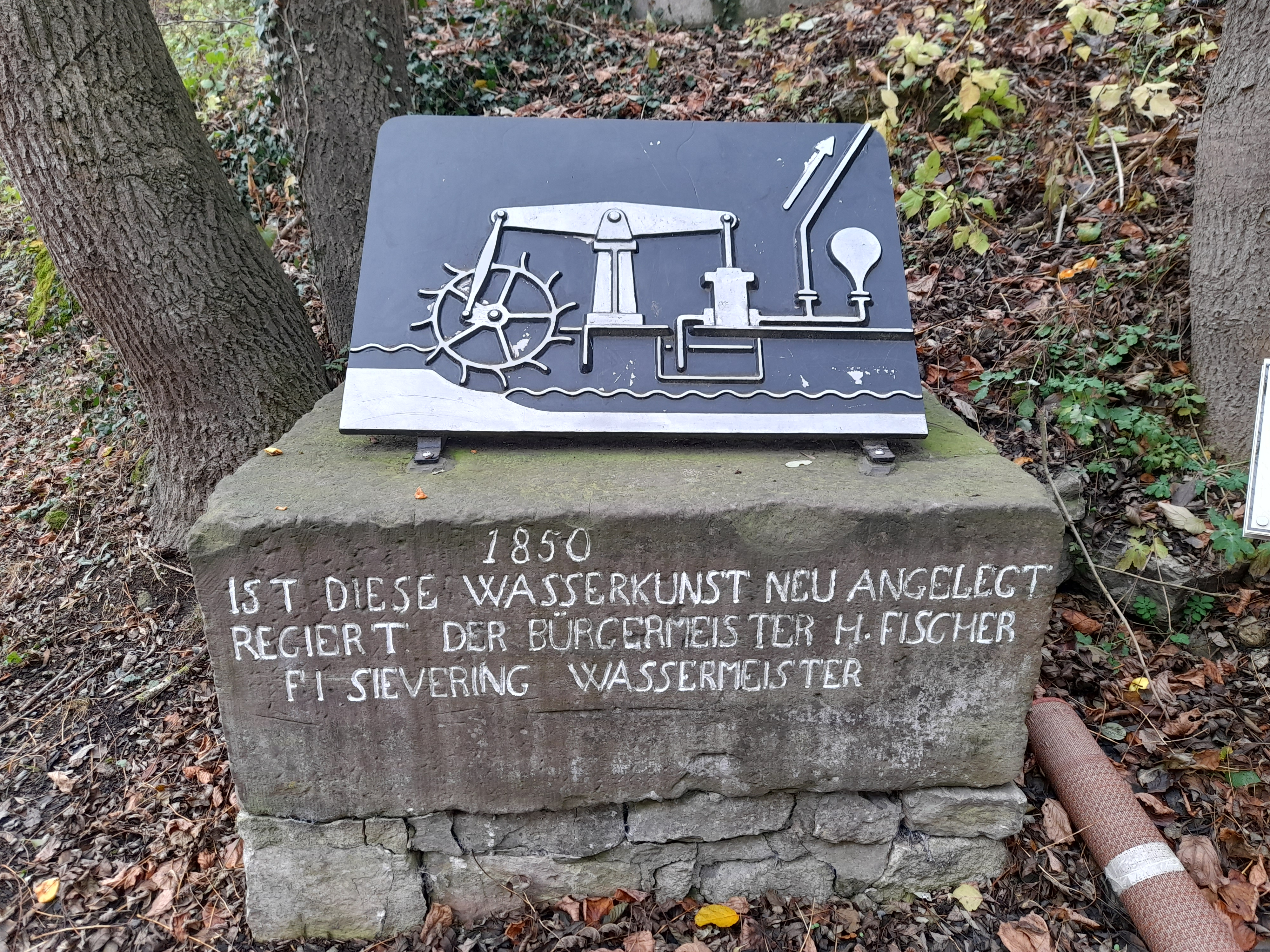
Grundstein der 1850 erbauten Warburger Wasserkunst am Berner Tor (2021)

Zu seinen Leistungen gehörte vor allem die erhebliche Verbesserung der Verkehrsverhältnisse. Der Ausbau von Straßen und Chausseen begleitete seine gesamte Amtszeit und brachte allerdings auch den Abbruch einiger historischer Stadttore und anderer Gebäude mit sich. 1848 bis 1853 erfolgte zudem der Eisenbahnanschluss der Stadt Warburg an die Westfälische Eisenbahn einschließlich der Errichtung des Warburger Bahnhofes. Am 21. Juli 1853 konnte er die Fertigstellung der Verbindung Kassel-Paderborn und des Warburger Bahnhofsgebäudes im Beisein des preußischen Königs Friedrich Wilhelm IV. mit einer Festfahrt nach Paderborn und einem anschließenden Festmahl mitfeiern.
Auch die Wasserversorgung wurde durch den Bau einer neuen Wasserkunst erheblich verbessert.
Besondere Bemühungen galten dem Warburger Krankenhaus. Bereits in seinem ersten Amtsjahr holte er bei der preußischen Regierung eine Genehmigung zur Einstellung von Vinzentinerinnen zur Krankenpflege ein. 1845–1846 erfolgte zudem eine Zusammenlegung mit dem historischen Petrihospital. 1850/51 erfolgte schließlich eine Erweiterung des noch aus dem Mittelalter stammenden Krankenhausgebäudes, des Romhofes in der Sternstraße, durch einen zweigeschossigen Anbau, so dass nun 40 Personen stationär aufgenommen werden konnten. Die 1857 beschlossenen Statuten für das „Warburger Krankenhaus“ gliederten die Organisation in die Bereiche A. Heil-Anstalt, B. Pflege-Anstalt, C. Anstalt für hülfsbedürftige Kinder und D: Näheschule. Als Vorsitzender der Armenkommission war der Bürgermeister gleichzeitig Krankenhausdirektor.

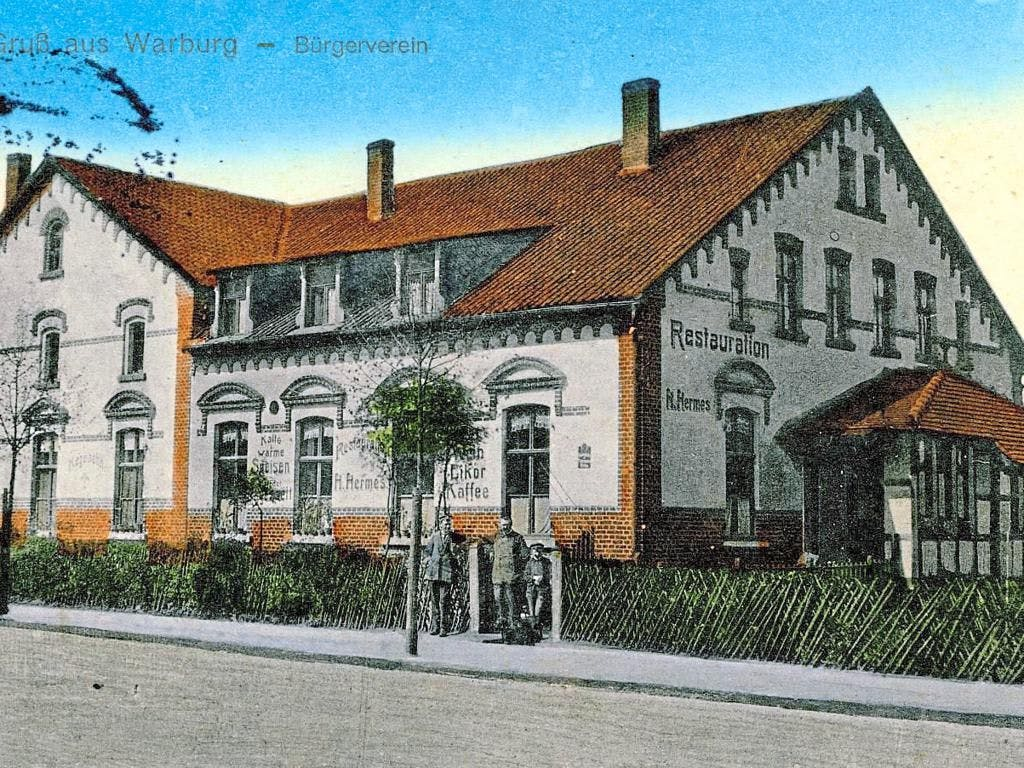
Gesellschafts-Haus des Bürgervereins Warburg, Paderborner Tor 104 (AK 1915)

Im Bildungsbereich sorgte er für die Einrichtung zusätzlicher Klassen am Warburger Gymnasium und die Einrichtung einer Mädchenschule in der Neustadt. Als Chronist führte er die Stadtchronik Warburgs.
1868 wurde er zu seinem 25-jähriges Dienstjubiläum mit einem prächtigen Fackelzug und über 100 Gästen in der Warburger Gaststätte „Bürgerverein“ geehrt und gefeiert. Die dritte Amtsperiode hat er nicht mehr bis zum Ende durchstehen können und starb am 20. Februar 1879. In einer späteren Würdigung heißt es: „Er war ein um das Wohl seiner Vaterstadt sehr besorgter, dabei im Denken und Handeln sehr edler Mann.“.

## Weitere politische Ämter
- 1848 Abgeordneter der Preußischen Nationalversammlung in Berlin
- 1854 bis 1858, 1871 (stellv.) und 1875 (stellv.) Abgeordneter für den Stand der Städte im Wahlbezirk Paderborn im Provinziallandtag der Provinz Westfalen in Münster

## Ehrungen
- 1865 Verleihung des Roten Adlerordens IV. Klasse
- Die Bürgermeister-Fischer-Straße in Warburg ist nach ihm benannt.